# Shawn Michaels
Pour les articles homonymes, voir Shawn et Michaels.
Shawn Michaels, de son vrai nom Michael Shawn Hickenbottom (né le 22 juillet 1965 à Scottsdale, Arizona, États-Unis), est un catcheur et acteur américain principalement connu pour son travail à la World Wrestling Federation/Entertainment (WWF/WWE) où il a remporté durant sa carrière quatre championnats du monde, ainsi que trois fois le championnat Intercontinental, une fois le championnat européen, deux fois le championnat par équipe, une fois le championnat du monde par équipe et une fois le championnat par équipe unifié. Considéré comme l'un des meilleurs de la discipline, il est souvent loué pour la qualité de ses matchs.
Après s'être fait connaître pour son travail en équipe en tant que membre des Rockers (avec son partenaire Marty Jannetty) à la fin des années 1980 et au début des années 1990, Michaels connaît un grand succès en solo. Il devient alors l'une des plus grandes stars de la WWF au milieu des années 1990 avec Bret Hart, contre qui il sera en rivalité et aux dépens duquel il prendra part au célèbre Montreal Screwjob, lors de l'édition 1997 des Survivor Series. Il remportera trois fois le championnat de la WWF durant cette période, et fera aussi les premiers Hell in a Cell et Iron Man matchs de l'histoire de la fédération. Avec Triple H, Rick Rude et Chyna, Michaels formera l'équipe D-Generation X (D-X), emblématique de l'Ère Attitude, qui deviendra connue notamment pour sa rivalité avec le président de la compagnie, Mr McMahon.
Après s'être écarté des rings en 1998 à la suite d'une opération au dos, Michaels reprend sa carrière en 2002, et remporte son dernier titre mondial, le championnat du monde poids-lourds dans le tout premier Elimination Chamber match de l'histoire de la fédération, lors des Survivor Series 2002. Il reforme plus tard la D-X avec Triple H, avec qui il finira par remporter pour la première fois les championnats par équipes à la fin de 2009.
Il prend officiellement sa retraite après plus de 25 ans de carrière le 28 mars 2010 à WrestleMania XXVI, juste après sa défaite contre l'Undertaker, dont il avait tenté pour la seconde fois de mettre fin à la série d'invincibilité. Un an après, il est intronisé au Hall of Fame de la WWE.
Le 8 octobre 2018 à Raw, Shawn Michaels officialise son retour à la suite de la rivalité entre Triple H & The Undertaker, brisant sa promesse de retraite à la suite de sa défaite à WrestleMania XXVI contre The Undertaker. Un match est également annoncé entre la D-X et les Brothers of Destruction pour l’événement WWE Crown Jewel le 2 novembre 2018 en Arabie Saoudite, dans un effort gagnant.

## Carrière

### Débuts (1984-1988)
Michael Hickenbottom commence son entraînement de lutte professionnelle avec pour entraîneur le catcheur mexicain Jose Lothario,. Durant son entraînement, il adopte le nom de ring qu'il portera tout au long de sa carrière : Shawn Michaels. Après son entraînement avec Lothario, il débute à la Mid-South Wrestling et à la Texas All-Star Wrestling, en octobre 1984 à l'âge de 19 ans. Durant son passage à la TASW, Michaels remplace Nick Kiniski dans la American Breed tag team et il fait ainsi équipe avec Paul Diamond. Les efforts de Michaels et Diamond leur permettent de remporter le titre par équipe de la TASW contre Chavo Guerrero, Sr.. L'équipe est renommée par la suite American Force. Il travaille ensuite à la Central States Wrestling, où il rencontre son équipier, Marty Jannetty. Ils défont The Batten Twins afin de remporter le championnat par équipe de la Central States, pour le perdre plus tard contre ces mêmes Battens. Michaels fait alors plusieurs apparitions dans la World Class Championship Wrestling basée à Dallas, Texas, durant l'année 1985.
Michaels fait ses débuts au niveau national à l'âge de 20 ans dans la American Wrestling Association (AWA) en 1986, et il fait de nouveau équipe avec Marty Janetty. C'est à ce moment que le surnom The Midnight Rockers est donné à ce duo composé de deux jeunes loups au talent prometteur. Le 20 avril 1986, ils affrontent le duo formé de « Playboy » Buddy Rose et de « Pretty Boy » Doug Somers à Wrestle rock au Metrodome de Minneapolis, Minnesota. Ils remportent les championnats par équipe de la AWA contre cette même équipe. En 1987, les Rockers signent un contrat avec la World Wrestling Federation (WWF), avant d'en être renvoyés deux semaines plus tard, à cause d'un incident dans un bar. Ils retournent alors à la AWA avant de re-signer avec la WWF un an plus tard.

### World Wrestling Federation (1988-1998)

#### The Rockers (1988-1991)

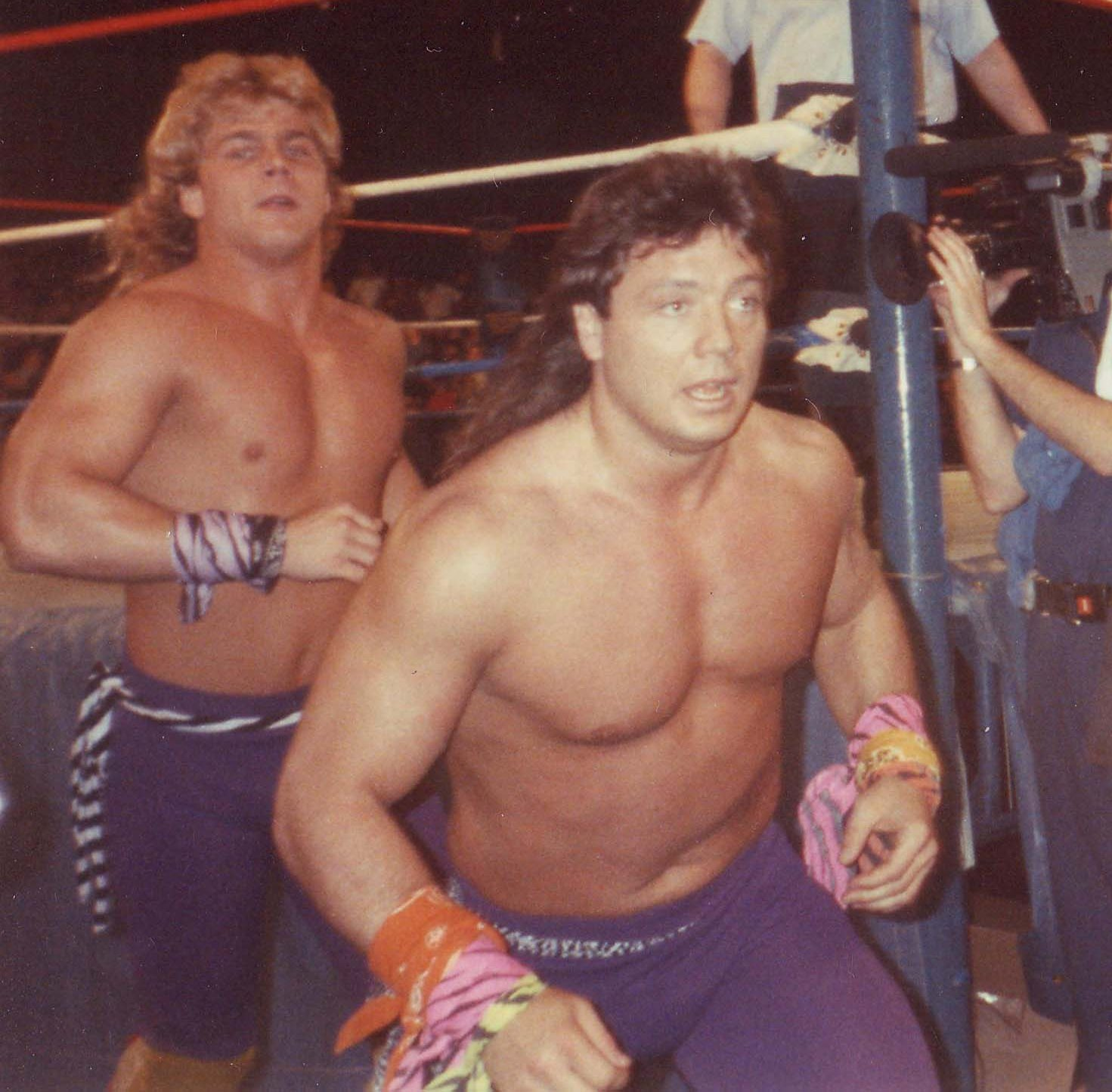
Au début de sa carrière, Shawn Michaels (derrière) était l'un des membres des Rockers avec Marty Jannetty (devant).

Les Rockers reviennent à la WWF lors d'un house show le 7 juillet 1988. Du fait de l'envie du président de la WWF, Vince McMahon, d'avoir des noms de ring exclusifs à sa fédération, l'équipe des Midnight Rockers se voit renommer simplement : The Rockers. L'équipe est ce qu'on appelle une B-Team, une équipe qui n'est pas mise en avant durant les émissions de la WWF, durant les deux années qui suivirent.
En octobre 1990, les Rockers remportent les championnats par équipe de la WWF en battant la Hart Foundation (composée de Bret Hart et de Jim Neidhart), alors que Neidhart est en négociation avec la fédération afin de résilier son contrat. Mais peu après cette victoire, Neidhart trouve un accord avec la fédération et est réintégré au personnel de la WWF. Les ceintures reviennent à la Hart Foundation, et ce changement de titre ne fut jamais connu du public ni mentionné à la télévision. Quand la nouvelle est dévoilée, la WWF explique que le résultat original a été annulé à cause d'une corde cassée sur le ring pendant le combat, ce qui est véridique, mais cela n'a pas eu une grande influence pendant le match. Les Rockers continuent leur association, malgré la rupture le 12 janvier 1992, lors de l'incident du show télévisé de Brutus « The Barber » Beefcake, le Barber Shop Talk Show, un événement promotionnel. Durant ce show, Michaels frappe Jannetty avec un Sweet Chin Music et lui fait traverser une vitre sur le plateau du show de Beefcake,. Jannetty quitte alors la compagnie, tandis que Michaels devient un heel, surnommé The Boy Toy.

#### The Heartbreak Kid (1992-1995)

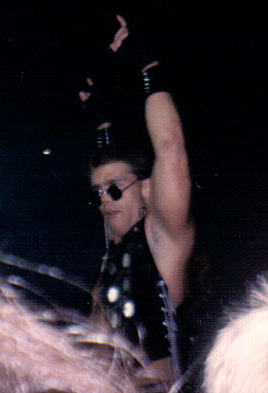
Durant les années 1990, Shawn Michaels adopte un personnage arrogant, narcissique et imbu de sa personne.

Sur une suggestion de Curt Hennig, Shawn Michaels devient The Heartbreak Kid (HBK) et obtient un nouveau gimmick. Sherri Martel est son manager. Michaels entre sur le ring sur une nouvelle musique, composée par Jimmy Hart, Sexy Boy, chantée par lui-même et avec Sherri Martel aux chœurs, qui renforce son personnage de narcissique. Durant cette période, il lutte dans des house shows.
Lors de l'édition 1992 de SummerSlam, HBK affronte Rick Martel, mais il n'y a eu aucun vainqueur à cause d'un double décompte à l'extérieur. Aux Survivor Series, il perd son match contre Bret Hart pour le championnat de la WWF. Il perd aussi le premier Ladder match (match de l'échelle dont le but est de décrocher un objet suspendu) de l'histoire de la WWF contre Bret Hart dans un house show.
Il remporte le championnat Intercontinental contre The British Bulldog au Saturday Night's Main Event du 8 novembre 1992, qu'il perd contre Jannety lors du Raw du 17 mai 1993. Il le regagne le 6 juin, avec l'aide de son nouveau garde du corps, Diesel.
Après une feud contre « Mr Perfect » Curt Hennig, Michaels quitte la WWF en septembre 1993, en raison d'un test antidopage positif aux stéroïdes, qu'il nie avoir pris. Après des propositions de la World Championship Wrestling, Michaels revient à la WWF et fait de nombreuses apparitions à la United States Wrestling Association durant l'alliance entre la WWF et la USWA.
Il réapparaît à la télévision pour la WWF, en novembre, lors des Survivor Series, où il remplace Jerry Lawler pour le traditionnel match par équipe à élimination qui, cette année-là, oppose des équipes de cinq, mais perd le match contre la famille Hart. En 1994, il entre en rivalité contre Razor Ramon qui a remporté le championnat Intercontinental laissé vacant après le départ de Michaels. Michaels et Ramon participent à un Ladder match à WrestleMania X que Ramon gagne. Ce match est élu match de l'année 1994 par le magazine Pro Wrestling Illustrated. Le 28 août 1994, HBK et Diesel deviennent les champions par équipe de la WWF en battant les Headshrinkers (Fatu et Samu). À SummerSlam 1994, Diesel perd le championnat Intercontinental contre Razor Ramon, à cause du Heartbreak Kid qui trahit son équipier en lui faisant un Sweet Chin Music. Aux Survivor Series, Shawn Michaels, Diesel, Owen Hart, Jim Neidhart et Jeff Jarrett perdent contre Razor Ramon, 1-2-3 Kid, British Bulldog, Fatu et Sionne après avoir éliminé tous leurs concurrents, sauf Razor Ramon, et après s'être fait compter à l'extérieur. Michaels remporte le Royal Rumble de 1995 en étant le premier vainqueur à entrer en premier. À WrestleMania XI, Michaels, accompagné de Sid et Jenny McCarthy, perd contre Diesel accompagné de Pamela Anderson, qui, au départ, devait accompagner Michaels, pour le championnat de la WWF.

#### WWF Champion (1995-1998)
Il retourne sur le ring en tant que face en juin 1995. Il bat Jeff Jarrett le mois suivant à In Your House 2 pour gagner son troisième championnat Intercontinental. À SummerSlam, il bat Razor Ramon dans un Ladder match (annoncé comme « la revanche de WrestleMania X ») pour conserver son titre.
Pendant ce temps, il devient le chef de la Kliq, un clan composé de Kevin Nash, Triple H, Razor Ramon et X-Pac. À In Your House 4, il perd contre Dean Douglas par forfait et donc son titre. Le 20 novembre 1995, à Raw, durant un match contre Owen Hart, Owen fait un Enzuigiri à Michaels à l'arrière de la tête, qui le blesse ; malgré tout, il continue de combattre.

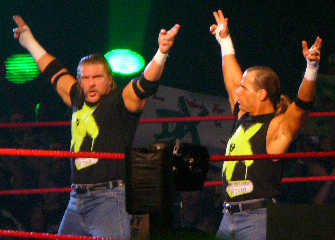
Michaels formera, avec Triple H, la D-Generation X. L'équipe se reformera plusieurs fois au cours de sa carrière.

Après une pause dans le monde de la lutte, il revient au Royal Rumble de 1996, qu'il gagne pour la deuxième année de suite, en entrant à la 18e place. Lors de In Your House 6, il bat Owen Hart.
Michaels remporte son premier championnat de la WWF à WrestleMania XII contre Bret Hart dans le tout premier Iron Man match de l'histoire de la WWF qui dura 1:01:52. Le règne de Michaels se termine aux Survivor Series 1996, où il est battu par Sycho Sid. Il récupère le titre au Royal Rumble, chez lui, à San Antonio. Lors du Raw du 13 février 1997, il rend le titre vacant en raison d'une blessure au genou. Ce soir-là, il livre un discours émouvant symbolisant son départ où il dit avoir « perdu son sourire » (« I've lost my smile ») :
De retour de blessure, il fait équipe avec Stone Cold Steve Austin ; ils deviennent champions par équipe de la WWF en battant British Bulldog et Owen Hart, mais perdent les titres en raison d'une blessure de Michaels. À SummerSlam, il est l'arbitre spécial du match entre Bret Hart et The Undertaker, lors duquel il frappe l'Undertaker avec une chaise alors qu'il visait Bret Hart, ce qui donne la victoire au Hitman. Lors de Badd Blood, Michaels affronte l'Undertaker dans le tout premier Hell in a Cell match de l'histoire : un match sanglant qui voit HBK en sortir vainqueur après l'intervention de Kane.
Le 9 novembre, Shawn est impliqué dans un des scénarios de match (storyline) les plus controversés de l'histoire de ce sport-spectacle, lors de son match l'opposant à Bret Hart aux Survivor Series 1997, à Montréal. Bret, dont le contrat le liant à la WWF se termine bientôt, est alors champion de la WWF et a un droit de veto sur ses scénarios, il prévoit de rejoindre la World Championship Wrestling (WCW), la principale fédération concurrente. Toutefois, il est convenu entre Vince McMahon et Bret que ce dernier conserve son titre aux Survivor Series, car les deux catcheurs se détestent à l'époque (ils se sont déjà battus dans les vestiaires) et Hart souhaite faire une dernière apparition triomphale devant son public, au Canada. En échange, Hart s'engage à quitter la WWF sans la ceinture qu'il devait abandonner avant le début de son contrat avec la WCW. Vince, qui a auparavant vu la catcheuse Alundra Blayze partir à la WCW avec le championnat féminin de la WWF et qui a jeté la ceinture dans une poubelle lors d'une diffusion de Monday Nitro, décide, au dernier moment, de modifier le booking qui prévoyait qu'il y ait une intervention de la Hart Foundation (British Bulldog et Owen Hart) et de la D-Generation X (Triple H, Rick Rude et Chyna) provoquant une disqualification. C'est ainsi que l'arbitre du match, Earl Hebner, accorde la victoire par soumission à Michaels alors que Bret n'a pas abandonné, bien qu'étant pris au piège de son propre Sharpshooter. Le public est rendu furieux par cela, et Bret Hart, humilié, coupe les ponts avec la WWF. Cet incident est connu comme le Montreal Screwjob, c'est-à-dire la « crasse de Montreal »,.
Au Royal Rumble 1998, Michaels doit faire face à l'Undertaker dans un Casket match, match dont le but est d'enfermer son adversaire dans un cercueil. Durant le match, il passe par-dessus la troisième corde et tombe sur le cercueil avec le bas dans son dos, il se fait ainsi une double hernie discale, ce qui le force à prendre du repos après avoir perdu le championnat de la WWF contre Stone Cold Steve Austin à WrestleMania XIV.

#### Blessure (1998-2002)
Michaels continue à faire des apparitions télévisées à la WWF mais ne lutte pas, et le 23 novembre 1998, il remplace Sgt. Slaughter en tant que commissionnaire de la WWF, rejoignant ainsi la Corporation de Vince McMahon en tant que heel. Plus tard dans l'année 1998, mais aussi en 1999, Michaels fait des apparitions régulières à Raw, durant lesquelles il programme des matchs, abuse de son autorité, et parfois, décide de la fin des matchs. En 1999, Michaels reforme la D-Generation X, redevenant ainsi un face, mais il interrompt ses apparitions télévisuelles pour se faire opérer, et à son retour, la DX est séparée.
Michaels fait de nouveau des apparitions occasionnelles en tant que commissionnaire durant le printemps et l'été 1999. Il est ensuite absent des programmes télévisés de la WWF jusqu'au 21 mai 2000, date à laquelle il revient pour arbitrer l’Iron man match entre The Rock et Triple H à Judgment Day 2000. Un mois plus tard, Michaels réapparaît brièvement afin de passer le rôle de commissionnaire à Mick Foley, après quoi il est absent des programmes télévisés jusqu'en 2001. Pendant ce temps, croyant que sa carrière dans la lutte est terminée, Michaels veut se lancer dans l'apprentissage de la lutte professionnelle. Il profite de sa notoriété pour ouvrir une école avec son nom de scène : The Shawn Michaels Wrestling Academy, après que son avocat, Skip McCormick, lui suggère l'idée. Michaels abandonne finalement l'école au bout d'un certain temps. Même s'il a abandonné son école, Michaels aura formé de très grands futurs catcheurs tels que Lance Cade ou encore Bryan Danielson. Il est journaliste sportif pendant une très brève période pour le journal local de San Antonio.

### Retour à la World Wrestling Entertainment (2002-2010)

#### Rivalité avec Triple H & World Heavyweight Champion (2002-2004)

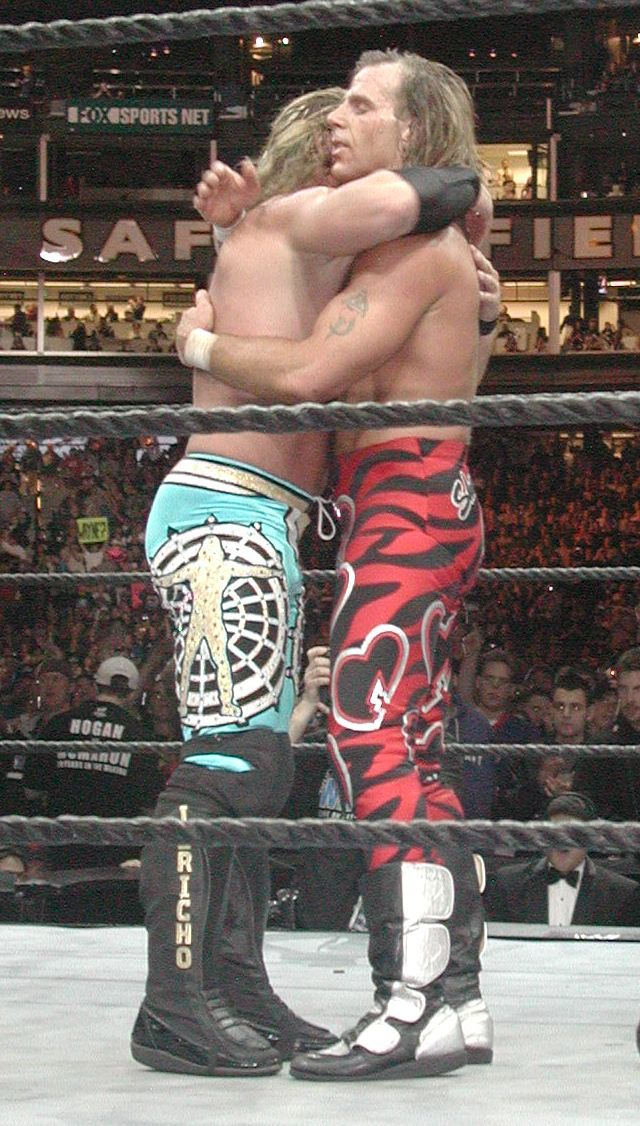
Shawn Michaels et Chris Jericho, après leur match à WrestleMania XIX.

En 2002, après plus de quatre ans sans catcher, Shawn Michaels revient à la WWE en entrant dans la New World Order (nWo) mené par Kevin Nash. Après la disparition de la nWo, il reforme la DX avec Triple H, mais ce dernier le trahit, ce qui amène à un Street Fight match à SummerSlam 2002 que Michaels gagne même si après le match Triple H frappe HBK avec une massue.
Aux Survivor Series, il remporte le premier Elimination Chamber match pour devenir champion du monde poids-lourds contre Rob Van Dam, Kane, Chris Jericho, Booker T et Triple H. Son règne se termine à Armageddon où Triple H gagne un Three Stages of Hell match (match composé de trois combats, un Street Fight match, un match en cage et un Ladder match).
Il commence alors une rivalité avec Chris Jericho. Le 13 janvier 2003, Jericho gagne un Over The Top Rope match (match dont le but est de faire tomber ses adversaires du ring après qu'ils sont passés par-dessus la troisième corde) pour choisir son numéro d'entrée au Royal Rumble 2003 face à Kane, Rob Van Dam et Batista. Il choisit le no 2 pour commencer avec Michaels qui a le no 1. Au Royal Rumble, avec l'aide de Christian, Jericho élimine HBK. À WrestleMania XIX, Michaels gagne contre Jericho. Après le match il serre la main de Jericho et le prend dans ses bras mais est trahi par Jericho qui lui donne un coup de pied dans l'entrejambe. À SummerSlam, il participe au deuxième Elimination Chamber match, mais il perd en se faisant éliminer par Goldberg. Aux Survivor Series il fait partie de l'équipe de Stone Cold Steve Austin et avec Rob Van Dam, Booker T, et The Dudley Boyz (Bubba Dudley et D-Von Dudley), ils perdent contre l'équipe d'Eric Bischoff (Scott Steiner, Mark Henry, Chris Jericho, Christian et Randy Orton) dans un match par équipe à élimination où Michaels est le dernier membre de son équipe sur le ring et se fait éliminer par Orton.
Lors de l'épisode de Raw le 29 décembre, chez lui à San Antonio, il affronte Triple H pour le championnat du monde poids-lourds. L'arbitre étant inconscient, le général manager Eric Bischoff le remplace. Michaels effectue son Sweet Chin Music, mais les épaules des deux hommes sont comptées. Il y a match nul donc il n'y a pas de changement de titre.
Au Royal Rumble de 2004, il affronte à nouveau Triple H pour le championnat du monde poids-lourds dans un Last Man Standing match, qui se termine par en « non déclaré », les deux hommes ne s'étant pas relevé au compte de dix.
À WrestleMania XX, il perd un Triple Threat match pour le championnat du monde poids-lourds contre Chris Benoit, le vainqueur, et Triple H. À Backlash il affronte à nouveau Triple H et Benoit pour le championnat poids-lourds et ce dernier remporte le match en soumettant Michaels. Sa rivalité contre Triple H atteint son paroxysme le 13 juin à Bad Blood : Michaels perd dans un Hell in a Cell match de près de 47 minutes. Le lendemain à Raw, Jim Ross souhaite que les deux hommes se serrent la main mais Kane arrive et attaque Michaels, le poussant ainsi à s'éloigner des rings pendant quelques mois,.

#### Rivalités avec Kurt Angle & Hulk Hogan (2004-2005)
À son retour en septembre, il bat Kane à Unforgiven dans un match sans disqualification. Il commence après cela une rivalité avec Edge car ce dernier est intervenu en sa défaveur dans un match pour le championnat poids-lourds de Triple H lors de Taboo Tuesday. Le 9 janvier 2005, il est l'arbitre spécial d'un Elimination Chamber match pour le championnat du monde poids-lourds à New Year's Revolution au cours duquel il intervient pour éliminer Edge (en portant son Sweet Chin Music et suivi d'un Lionsault de Chris Jericho). Au Royal Rumble 2005, il perd son match contre Edge et lors du Royal Rumble match élimine Kurt Angle qui revient sur le ring et l'élimine. À WrestleMania 21, il perd contre Angle.
Au lendemain de WrestleMania, il se fait attaquer par Daivari et Muhammad Hassan alors qu'il demandait un match revanche face à Angle. La semaine suivante, l'intervention d'Hassan lui fait perdre un match face à Daivari. Le 1er mai à Backlash, il fait équipe avec Hulk Hogan et ensemble ils battent Daivari et Muhammad Hassan mettant fin à cette rivalité.
Après avoir battu Kurt Angle dans un match revanche à Vengeance le 26 juin, il trahit Hogan après un match par équipe à Raw en lui portant son Sweet Chin Music. La semaine suivante, il s'explique lors du Piper's Pit, un talk-show présenté par Roddy Piper, en disant qu'il souhaite proposer au public un match inoubliable, cela a mis Piper en colère et il a provoqué Michaels et s'est pris un Sweet Chin Music. Le 18 juillet, Hogan accepte le défi et à SummerSlam, le Hulkster remporte son match.
Au lendemain de sa défaite face à Hogan, il est interrompu par Chris Masters alors qu'il s'adresse au public à Raw. Michaels affronte son rival dans un Masterlock Challenge dont le but est de briser la prise de soumission de Masters. HBK perd après s'être prit un coup de chaise. À Unforgiven, il bat Masters.
Le 3 octobre, il affronte Kurt Angle dans un Iron Man match de 30 minutes pour devenir prétendant no 1 pour le championnat du monde poids-lourds qui se termine sur une égalité à deux partout. Ils participent donc tous les deux à un Triple Threat match face au champion de la WWE John Cena à Taboo Tuesday que Cena remporte.
Il participe au match par équipe à élimination opposant l'équipe de SmackDown (Batista, JBL, Bobby Lashley, Randy Orton et Rey Mysterio) à l'équipe de Raw (Carlito, Chris Masters, Kane, Big Show et lui-même) aux Survivor Series le 27 novembre, lors duquel il est éliminé en dernier par Randy Orton.

#### Retour de la D-Generation X (2006-2007)

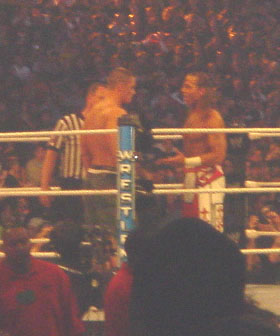
Michaels affronte John Cena à WrestleMania 23

Il se qualifie pour l’Elimination Chamber match pour le championnat de la WWE, le 12 décembre, en battant Big Show par disqualification. Le 26 décembre, Vince McMahon fait un commentaire très négatif sur le DVD retraçant la carrière de Bret Hart et il est interrompu par Michaels qui prend la défense de Hart. Le chairman devient menaçant et conclu en disant « j'ai arnaqué Bret, ne me force pas à t'arnaquer toi ». La semaine suivante McMahon, furieux, lui fait affronter Kane dans un match où il ne peut pas utiliser le Sweet Chin Music, Michaels perd ce match après avoir été distrait par le chairman et il est ensuite annoncé qu'il commencera l’Elimination Chamber match à New Year's Revolution le dimanche suivant. À New Year's Revolution il se fait éliminer par Carlito.
Par la suite, McMahon tente de virer Michaels en le faisant affronter Kurt Angle dans un match où son contrat est en jeu. Le 16 janvier, il bat Shelton Benjamin dans un match lors duquel la place de Michaels au Royal Rumble match était en jeu. Après le match, Vince McMahon lui dit qu'il aura besoin de bien plus que de la chance pour gagner le Royal Rumble. Lors du pay-per-view, il se fait éliminer par Shane McMahon, qui ne participait pas au match, en raison de sa rivalité avec les McMahon ; le Rumble sera finalement remporté par Rey Mysterio. Le lendemain, il défie McMahon qui refuse puis le nargue en lui disant que s'il le frappe, il sera renvoyé. Il se prend ensuite un coup de chaise de la part de Shane McMahon. Le 13 février, Mr McMahon souhaite forcer Shawn à prendre sa retraite, mais ce dernier refuse de signer le contrat que le chairman et ses avocats ont rédigé. La semaine suivante, il intervient alors que McMahon humilie Marty Jannetty en lui demandant d'embrasser ses fesses pour avoir un contrat avec la WWE, par la suite Jannetty explique qu'il a besoin de ce travail. Le 18 mars à Saturday Night's Main Event, Shane McMahon bat HBK dans un Street Fight match qui s'est conclu de manière controversée rappelant le Montreal Screwjob, McMahon remportant le match par soumission en effectuant le Sharpshooter sur son adversaire et son père ordonne que la cloche sonne alors que Shawn Miichaels n'a pas abandonné. Cela a abouti à un No Holds Barred match opposant Shawn Michaels à Vince McMahon à WrestleMania 22, remporté par Shawn.
Cette rivalité continue par la suite car, dès le lendemain, Vince a déclaré que son adversaire a été aidé par Dieu pour remporter son match. Dans les semaines suivantes, le chairman interfère dans les matchs de son rival face à Umaga, puis face à Shane McMahon. Il perd contre Vince et Shane McMahon à Backlash. Le 15 mai, Triple H décide de s'allier à lui en intervenant dans un match opposant Shawn à Kenny, le leader de la Spirit Squad, et dont l'arbitre est Shane McMahon, en portant un coup de massue à Shane. Ensemble, ils battent la Spirit Squad dans un match handicap à deux contre cinq lors de Vengeance. La D-Generation X continue sa rivalité avec les McMahon et la Spirit Squad pendant l'été. Le 15 juillet à Saturday Night's Main Event, DX bat les cinq membres de la Spirit Squad dans un match à handicap à élimination. À SummerSlam, la DX remporte un match en équipe face à Vince et Shane McMahon.
La rivalité entre DX et les McMahon reprend dès le lendemain après que le clan a vandalisé la limousine de Vince McMahon. La semaine suivante Shawn Michaels et Triple H affrontent Finlay, William Regal et Mr. Kennedy dans un match à handicap que la DX remportent. Après le match, ils se font attaquer par le Big Show, leurs adversaires du soir et les McMahon. À Unforgiven, la DX l'emporte face Vince et Shane McMahon et le Big Show dans un match à handicap dans un Hell in a Cell.
Le 2 octobre, DX intervient lors du match en cage pour le championnat de la WWE opposant Edge à John Cena pour contrer l'intervention de Lance Cade et Trevor Murdoch en faveur d'Edge, le match a été remporté par Cena qui a conservé son titre. Deux semaines plus tard Edge a décidé de s'allier à Randy Orton et se moquent ouvertement de D-Generation X. Les deux équipes s'affrontent à Cyber Sunday avec Eric Bischoff comme arbitre. Ce pay-per-viewmarque la première défaite de la DX depuis leur réunification. Le lendemain, Michaels et Triple H interviennent lors du match pour les championnats du monde par équipe opposant Ric Flair et Roddy Piper à Rated-RKO, Michaels porte son Sweet Chin Music sur Orton permettant ainsi à Flair de faire gagner son équipe. Le 20 novembre, Ric Flair et John Cena s'allie à D-Generation X pour remporter un match face à Rated-RKO, Kenny et le Big Show. Aux Survivor Series, la Team DX (Triple H, Shawn Michaels, CM Punk, Jeff et Matt Hardy) défait la Team Rated-RKO (Edge, Randy Orton, Johnny Nitro, Mike Knox et Gregory Helms) dans un match par équipe à élimination, pendant lequel aucun membre de la Team DX n'est éliminé. Cette rivalité reprend le 4 décembre, lorsque Rated RKO, Nitro et Joey Mercury battent la D-Generation X et les frères Hardy. Deux semaines plus tard, Edge remporte une bataille royale pour devenir prétendant no 1 pour le championnat de la WWE face à John Cena plus tard dans la soirée. D-Generation X intervient pendant le match en permettant ainsi à Cena de conserver son titre. Cela abouti à un match opposant Rated-RKO et Umaga à DX et Cena. Il se termine en no contest après qu'Edge et Orton attaquent leurs adversaires avec des chaises en début de match.
Le 7 janvier 2007, à New Year's Revolution, la DX affronte Rated-RKO, cette fois, pour les championnats du monde par équipe. Le match se termine en no contest et Triple H se blesse au genou pendant le match et est donc mis au repos pendant plusieurs mois. L'absence de son équipier n'empêche pas Michaels de remporter un match à handicap face à Edge et Randy Orton huit jours plus tard. Une semaine plus tard, Edge l'emporte face à Michaels dans un Street Fight match.
Shawn participe au Royal Rumble match lors du spectacle éponyme où il entre en 23e position et il est le dernier éliminé par The Undertaker qui a remporté le match. Le lendemain, Michaels et Cena remportent les championnats du monde par équipe face à Rated-RKO. Après avoir demandé à l'Undertaker de choisir qui il va défier à WrestleMania 23, le 2 février, ce dernier décide d'affronter Batista, ce qui permet à HBK de devenir prétendant no 1 pour le championnat de la WWE face à son équipier à WrestleMania, après sa victoire face à Edge et Randy Orton,. L'annonce de ce match entre ces deux équipiers ne marque cependant pas la fin de leur alliance, puisqu'à No Way Out, ils remportent un match sans enjeu face à l'Undertaker et Batista, puis le 26 février, ils défendent leur titre avec succès face à Rated-RKO,. Cena conserve son titre à WrestleMania 23 et leur alliance prend fin le lendemain de WrestleMania où Michaels trahit son équipier et l'envoie par-dessus la troisième corde lors d'une bataille royale par équipe,. Le 23 avril, il bat Cena dans un match simple, mais il ne réussit pas à remporter le titre le dimanche suivant à Backlash dans un Fatal Four Way match avec Edge, Randy Orton et John Cena, qui conserve son titre,.
À Judgment Day, il affronte Randy Orton et perd par décision de l'arbitre, car il a commencé le match avec une commotion cérébrale très probablement scénaristique. Cela donne ainsi une raison officielle à son absence des rings pour soigner une blessure au genou.

#### Diverses rivalités (2007-2008)
Il fait son retour le 15 octobre 2007, au lendemain de No Mercy, où il bat par disqualification le nouveau champion de la WWE Randy Orton à la suite de l'intervention de Mr. Kennedy et de l'aide de Jeff Hardy. La semaine suivante, Hardy et Michaels vainquent Orton et Mr. Kennedy dans un match par équipe, mais à Cyber Sunday, Hardy perd son match face à Kennedy et Michaels remporte son match de championnat par disqualification à la suite d'un coup bas de son adversaire,. Le 5 novembre, D-Generation X se reforme pour l'emporter contre Orton et Umaga. Il perd contre Orton lors des Survivor Series, dans un match où Michaels ne peut utiliser son Sweet Chin Music et où Orton perdrait son titre en cas de disqualification. Sa rivalité avec Orton se termine le 3 décembre par la victoire de ce dernier par décompte à l'extérieur car, après une tentative d'intervention de Mr. Kennedy dans le match, Michaels l'affronte hors du ring. Cela a amène à l'affrontement des deux hommes à Armageddon, dans un match remporté par Michaels.
Sa rivalité avec Kennedy continue en 2008 et, après que Michaels ait battu son rival à Raw le 21 janvier, ce dernier l'élimine lors du Royal Rumble de 2008,. Il participe à l'Elimination Chamber match de Raw à No Way Out, où il se fait éliminer par Triple H qui devient ainsi le prétendant no 1 pour le championnat de la WWE.

#### Rivalités avec Chris Jericho et Batista (2008-2009)
Le 25 février, Ric Flair défie Shawn Michaels dans un Career Threatening match à WrestleMania XXIV. Après avoir décliné l'offre, il a accepte finalement le 10 mars,. Il met fin à la carrière de Flair lors de ce match.
Le 4 avril, Michaels évoque ses sentiments pour Ric Flair mais est interrompu par Batista, qui accuse Michaels d'égoïste et dit qu'il aurait dû laisser gagner son mentor. Le 25 avril, Shawn intervient dans un match sans disqualification entre The Undertaker et Batista pour le championnat du monde poids-lourds détenu par le Deadman en portant un Sweet Chin Music à Batista permettant à l'Undertaker de conserver son titre. Cela amène à un affrontement entre Batista et Michaels à Backlash et arbitré par Chris Jericho. Le match est remporté par Michaels,.

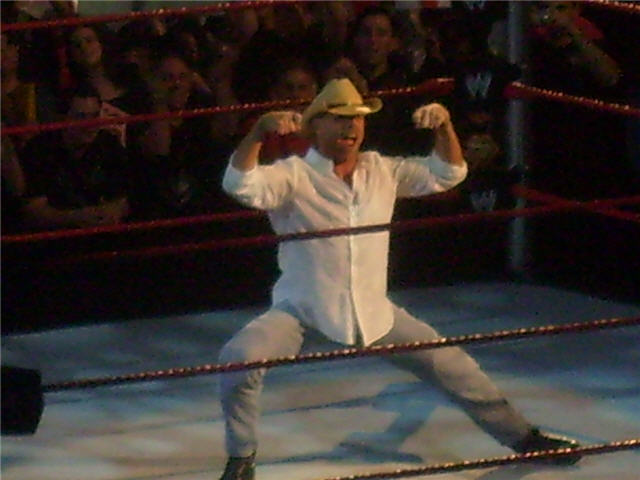
Shawn Michaels posant pour la foule.

Il simule une blessure à la jambe gauche à la suite de ce match et, le lendemain du match, Chris Jericho lui offre de manière ironique l'Oscar du meilleur acteur pour sa fausse blessure. Cette moquerie créé à une rivalité entre les deux hommes qui donne lieu à deux matchs : le premier à Judgment Day remporté par Michaels et voit les deux hommes se serrer la main après le match. Le second match a eu lieu le 26 mai et les deux hommes ont été comptés à l'extérieur. Entretemps, Batista a obtenu, le 19 mai, le droit d'affronter Michaels à One Night Stand après sa victoire face à Jericho, ce Stretcher match est remporté par Batista,.
Le 9 juin, Jericho interviewe Shawn et, après avoir fait l'éloge de celui qu'il a décrit comme son mentor, il l'attaque. Le 29 juin à Night of Champions, il intervient dans le match entre Chris Jericho et Kofi Kingston pour le championnat Intercontinental et permet à Kofi Kingston de l'emporter.
Jericho et Michaels se font face à The Great American Bash 2008 le 20 juillet, mais Michaels, jugé incapable de continuer le match par l'arbitre après avoir reçu un coup de coude de Jericho dans l'œil, qui saigne alors abondamment, est déclaré perdant. Après le match, Jericho a déclaré que la carrière de Michaels était terminée à cause de cette blessure. Ce match sanglant est connu pour être le clap de fin de la WWE en version TV-14 et le début de la WWE en version TV-PG, qui donnera donc naissance à la PG Era. À SummerSlam, Shawn Michaels, accompagné par sa femme Rebecca, annonce qu'il arrête sa carrière ; mais la rivalité repart entre lui et Chris Jericho, après que ce dernier frappe accidentellement Rebecca. Le 25 août, Michaels annonce qu'il ne va pas suivre les conseils des médecins pour sa blessure et qu'il veut défier Jericho dans un Unsanctioned match à Unforgiven, combat que Y2J accepte.
Michaels triomphe de Chris Jericho à Unforgiven, mais ce dernier remporte plus tard dans la soirée le championnat du monde poids-lourds.
Le 15 septembre, Michaels annonce qu'il affronte son rival à No Mercy dans un Ladder match pour le championnat poids-lourds, il déclare :

« Je sais ce que tu penses, Chris. Nous nous sommes déjà battus dans un match régulier, nous nous sommes battus dans un match non-sanctionné. Qu'est-ce que toi et moi pouvons faire de plus ? Y a-t-il un moyen de nous dépasser ? Plus important encore, y a-t-il une correspondance non seulement palpitante, non seulement exaltante, mais qui me permettra de te défigurer en permanence de manière que je ne pourrais même pas imaginer.
Et ensuite ça m'a frappé. Il y a un match, que certaines personnes disent, que j'ai mis sur la carte. Il y a un match, que certaines personnes disent, que j'ai révolutionné. Et c'est un match qui va me permettre de te battre pour le championnat du monde poids-lourds. Donc, à No Mercy, ça va être le Heartbreak Kid Shawn Michaels contre Chris Jericho pour le championnat monde poids-lourds dans un Ladder match !. »

 À la suite de cette annonce Jericho s'allie à JBL et Lance Cade et, ensemble, remportent un match par équipe à handicap face à Michaels et Batista.
Michaels réplique en reformant pour un soir D-Generation X avec Triple H pour vaincre Jericho et Lance Cade. Mais, finalement, Shawn Michaels perd son match de championnat face à Jericho, à la suite de l'intervention de Cade en fin de match.
Le 13 octobre, il affronte Batista dans un Lumberjack match qu'annonce Jericho. Pendant le match, les autres catcheurs qui doivent, en principe, rester aux abords du ring décident d'entrer sur le ring et d'attaquer les deux hommes, mais Michaels et Batista réussissent à se défendre et prennent le dessus avant de se serrer la main. Le 26 octobre à Cyber Sunday, il est choisi pour être l'arbitre du match entre Jericho et Batista pour le championnat du monde poids-lourds, qui est remporté par ce dernier. Le lendemain, Shawn Michaels et Batista font face à JBL et Chris Jericho. Batista gagne le match presque tout seul, car son équipier du soir, s'étant fait attaquer dans les vestiaires avant le début du match, vient quand même se battre sur le ring.

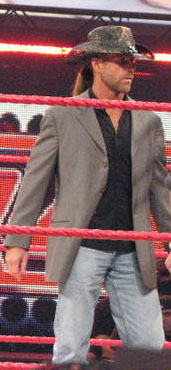
Shawn Michaels à Raw en 2008.

Lui et son équipe (Rey Mysterio, The Great Khali, JTG et Shad Gaspard) réussissent à battre l'équipe de JBL (Kane, The Miz, John Morrison, MVP) dans un match par équipe à élimination lors des Survivor Series. Le 1er décembre, JBL révèle que son rival a perdu énormément d'argent et il lui propose de devenir son garde du corps ce que Michaels est forcé d'accepter. La semaine suivante, Shawn reçoit le Slammy Award du meilleur match de l'année pour son match contre Ric Flair, mais JBL arrive pour lui prendre la récompense. Le 22 décembre, il bat Kane et se qualifie pour le Fatal Four Way match pour désigner le prétendant no 1 au championnat du monde poids-lourds de John Cena. Ce soir-là, il intervient dans le match entre Rey Mysterio et JBL en giflant ce dernier, causant ainsi la disqualification de Mysterio. La semaine suivante, il participe au Fatal Four Way match à élimination, lors duquel il élimine Randy Orton et Chris Jericho et se laisse éliminer par JBL. Le 5 janvier 2009, Orton et Jericho ont remis en cause le statut de prétendant de JBL, mais il est confirmé comme prétendant par Stephanie McMahon qui organise un match par équipe opposant Jericho et Orton à Cena et Michaels pour prouver que ce dernier est encore intègre, match que Cena et Michaels remportent. La semaine suivante, il bat Cena grâce à l'aide de JBL. Au Royal Rumble, il accompagne JBL pour son match de championnat et malgré ses interventions, il ne peut empêcher la victoire de Cena. Le lendemain Michaels, qui représentait JBL, perd face à Cena son match pour participer à l’Elimination Chamber match à No Way Out. La semaine suivante JBL et Michaels tombent d'accord pour un match à No Way Out qui a pour enjeu la « liberté » de Michaels. Il remporte la victoire, ce qui met fin à cette alliance.
À la suite de sa défaite à No Way Out, JBL souhaite affronter l'Undertaker à WrestleMania XXV pour mettre fin à sa série d'invincibilité lors de cet événement, mais il est interrompu par Michaels qui défie son rival la semaine suivante pour un match afin de déterminer lequel des deux affrontera le Deadman. Le 20 février, la générale manager de SmackDown, Vickie Guerrero décide que le vainqueur devra affronter Vladimir Kozlov, qui est encore invaincu à la WWE et que le vainqueur de ce dernier match aura le droit d'affronter l'Undertaker. Michaels parvient à l'emporter face à JBL, puis face à Kozlov,. Le Deadman accepte le défi le 6 mars. Le 9 mars, après que Michaels ait déclaré avoir du respect pour l'Undertaker mais qu'il n'a pas peur de l'affronter à WrestleMania, il est rejoint par ce dernier qui a provoqué son futur adversaire en disant que sa victoire n'est qu'un rêve. La semaine suivante, les deux hommes font équipe et affrontent JBL et Vladimir Kozlov et ils remportent le match après que Michaels a pris le relais alors que l'Undertaker préparait son Chokeslam et a remporté le match. Cela a rendu son rival furieux qui l'a poursuivi alors qu'il quitte le ring mais Michaels lui a porté son Sweet Chin Music. La semaine suivante Michaels provoque son rival après qu'il a admis ne l'avoir jamais battu en un contre un avec une vidéo où on le voit donner un coup de pied à une pierre tombale où il est écrit 16-1, la poussant ainsi dans la tombe. Quatre jours plus tard, Michaels provoque son rival à SmackDown en entrant sur le ring avec une veste et un chapeau blanc rappelant la veste et le chapeau noir de son adversaire et citant la Bible avant de se faire attaquer par le Deadman qui est sorti de sous le ring pour tenter de l'attaquer sans succès. Le 30 mars, Michaels arrive sur le ring où est disposé un cercueil et après avoir rappelé ce qu'il a fait subir à son adversaire ces dernières semaines celui-ci est arrivé ; Michaels s'est alors caché sous le cercueil et a attaqué par surprise son rival. Le dimanche suivant, à WrestleMania XXV l'Undertaker a remporté le match portant sa série d'invincibilité à 17 victoires, les deux hommes ont ce soir là fait le match de l'année selon le Wrestling Observer Newsletter,. Après ce match il prend du repos afin de traiter son mal au genou ainsi que de passer du temps avec ses enfants.
Le 10 août, Triple H qui est en rivalité avec la Legacy (Randy Orton, Cody Rhodes et Ted DiBiase) vient au Texas demander l'aide de son ami qui est devenu cuisinier dans une cafétéria. La semaine suivante les deux hommes font leur retour mais ils se font attaquer par Rhodes et DiBiase. Six jours plus tard à SummerSlam, D-Generation X remportent leur match face à Legacy (Rhodes et DiBiase). Le lendemain D-Generation X organise une fête pour l'anniversaire de Vince McMahon mais la Legacy vient les interrompre, cela amènent DX et McMahon à affronter la Legacy dans un match par équipe sans disqualification que DX et McMahon remportent. Le match revanche a lieu à Breaking Point, dans un Submission Count Anywhere match, match qui sera cette fois remporté par la Legacy. Les deux équipes s'affrontent une nouvelle fois à Hell in a Cell dans un Tornado tag team Hell in a Cell match, remporté par la DX. La DX fera ensuite partie de l'équipe de Raw à Bragging Rights dans un match sept contre sept face à l'équipe de SmackDowndu show bleu à la suite d'une trahison du Big Show envers son équipe. Les deux membres de la DX obtiennent un match pour le championnat de la WWE face à John Cena aux Survivor Series, dans un Triple Threat match. Cena parviendra cependant à conserver le titre. L'équipe entre ensuite en rivalité avec les champions par équipes unifiés de la WWE, l'équipe JeriShow, composée du Big Show et de Chris Jericho. Les DX mettent un terme au règne de champions de JeriShow en remportant les titres à TLC, dans un TLC Tornado Tag Team match. La DX devient ainsi pour la première fois champions par équipes ensemble. Le lendemain, aux Slammy Awards, Michaels remporte pour la deuxième année consécutive le Slammy Award du match de l'année 2009, pour son match contre l'Undertaker à WrestleMania XXV. Pendant son discours de récompense, il annonce vouloir sa revanche contre l'Undertaker lors de WrestleMania XXVI.

#### Rivalité avec The Undertaker & retraite (2010)

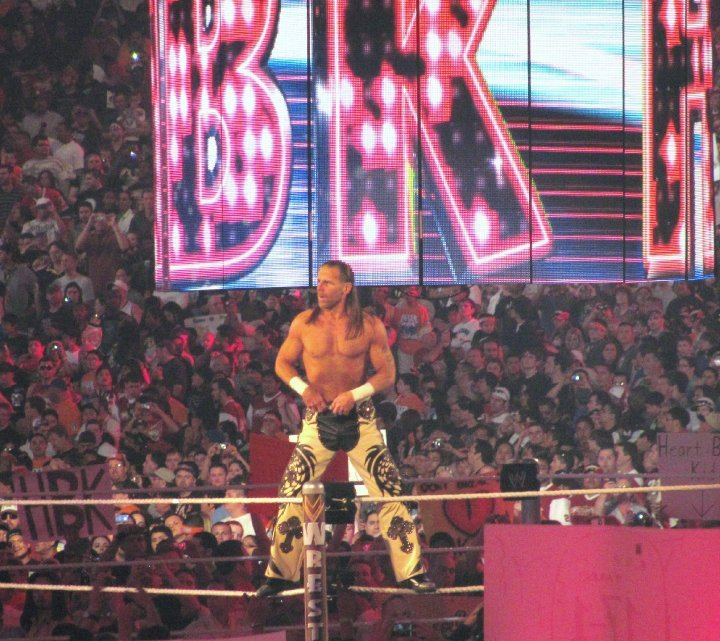
Michaels à WrestleMania XXVI avant son dernier match, le 28 mars 2010.

En début d'année 2010, Bret Hart fait son grand retour à la WWE. À cette occasion, il en profite pour enterrer la hache de guerre du Montreal Screwjob avec Michaels. Déterminé à battre l'Undertaker à WrestleMania, Michaels participe au Royal Rumble match lors du Royal Rumble 2010, dans le but de le remporter et obtenir un match contre l'Undertaker à WrestleMania XXVI, ce dernier étant le champion du monde poids-lourds. Entrant en 18e position, Michaels finit par se faire éliminer en 27e position par Batista. Bouleversé par cette défaite, Michaels fera perdre les championnats par équipes unifiés dans un Triple Threat Elimination Tag Team match, face à la Straight Edge Society (CM Punk et Luke Gallows) et ShowMiz (Big Show et The Miz), ces derniers ayant remporté les titres. Lors de Elimination Chamber, Michaels intervient durant l'Elimination Chamber match pour le championnat du monde poids-lourds, coûtant ainsi le titre à l'Undertaker. Shawn explique son acte afin de pouvoir affronter une nouvelle fois l'Undertaker à WrestleMania. Ce dernier finit par accepter le défi, à la seule condition que Michaels mette sa carrière en jeu durant ce match, condition qu'il accepte. Michaels affronte donc l'Undertaker dans le main event de WrestleMania XXVI, dans un match sans disqualification. Après s'être remis de deux Tombstone Piledriver (dont un à l'extérieur du ring), un Last Ride, deux Chokeslam et un Hell's Gate, Michaels subit un Jumping Tombstone Piledriver, suivi du compte de trois de l'arbitre. La victoire de l'Undertaker provoque la fin de la carrière de Shawn Michaels. Les deux hommes se serrent la main après leur match, Shawn Michaels salue le public, avant de quitter l'arène sous une grande ovation.
Le lendemain, il remercie, entre autres, l'Undertaker, Triple H, Vince McMahon, Bret Hart, ses proches et les fans avant de saluer une dernière fois la foule et de quitter définitivement la WWE après 25 ans de carrière. Il part avec Triple H, qui vient poser à terre deux bâtons phosphorescents verts en croix, faisant référence à la D-Generation X, et conclut sur ses mots qu'il utilisait souvent dans les années 1990 : « The Heartbreak Kid has left the building. ».

#### Hall of Famer (2011-2018)

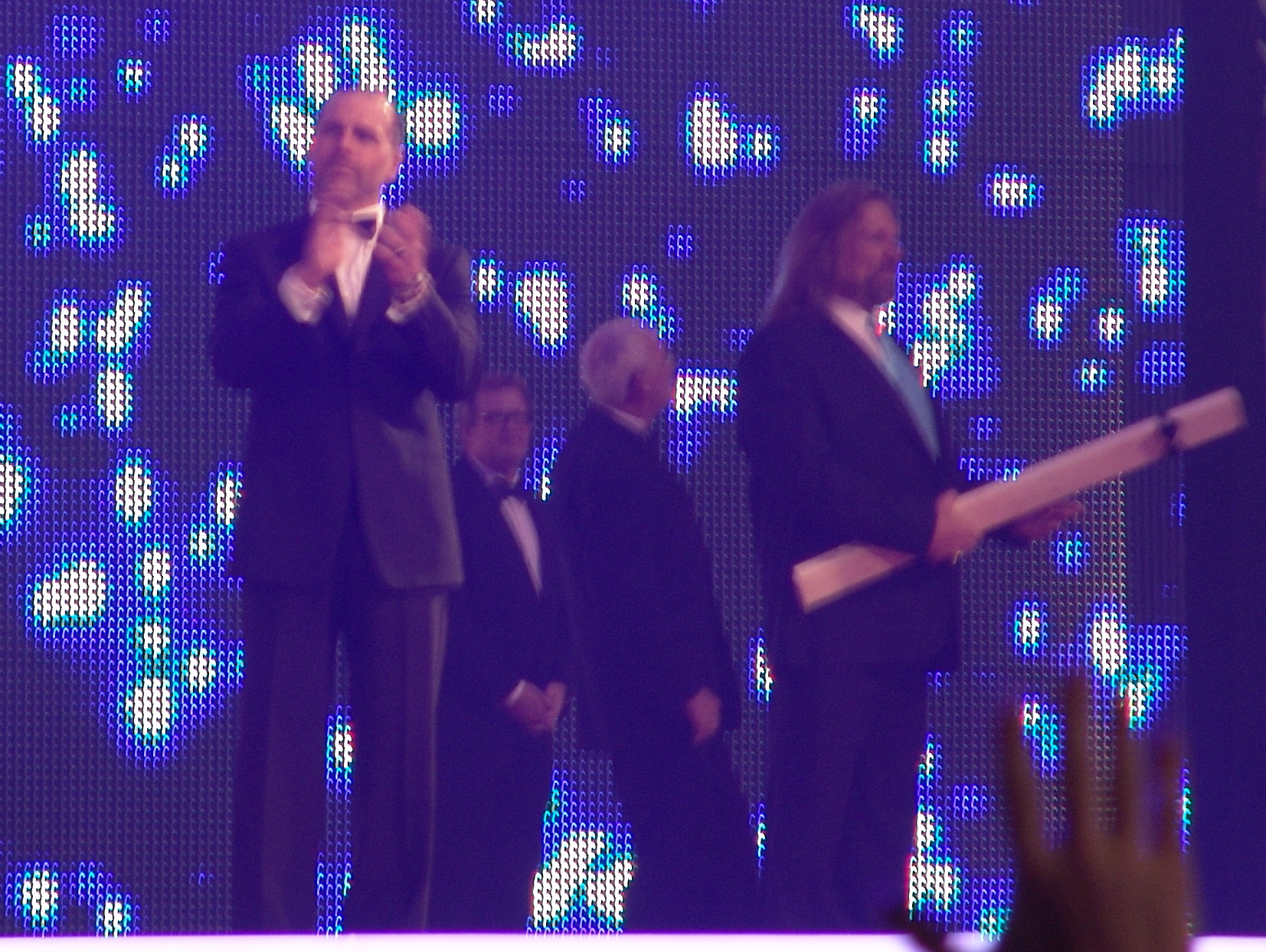
Shawn Michaels durant son intronisation au Hall of Fame, le 2 avril 2011.

Malgré sa retraite des rings, Shawn Michaels fait quelques apparitions occasionnelles dans les shows de la WWE, notamment lors du Tribute to the Troops 2010 (à cette occasion, la DX sera reformée de manière exceptionnelle sans toutefois être diffusée à la télévision). Puis, lors du Raw du 14 décembre 2010, Shawn Michaels remporte le Slammy Award du moment de l'année pour son match contre l'Undertaker à WrestleMania XXVI, allongeant son record du plus grand nombre de Slammy Awards remportés à onze. Il fait à cette occasion une apparition via satellite pour accepter le trophée. Il apparaît à Raw le 10 janvier 2011, où il est annoncé comme étant le premier introduit à l'édition 2011 du Hall of Fame de la WWE qui précède . Il apparaît également le 28 mars 2011 lors de la dernière confrontation entre Triple H et l'Undertaker avant leur match à WrestleMania. Le 2 avril, il est intronisé par Triple H.

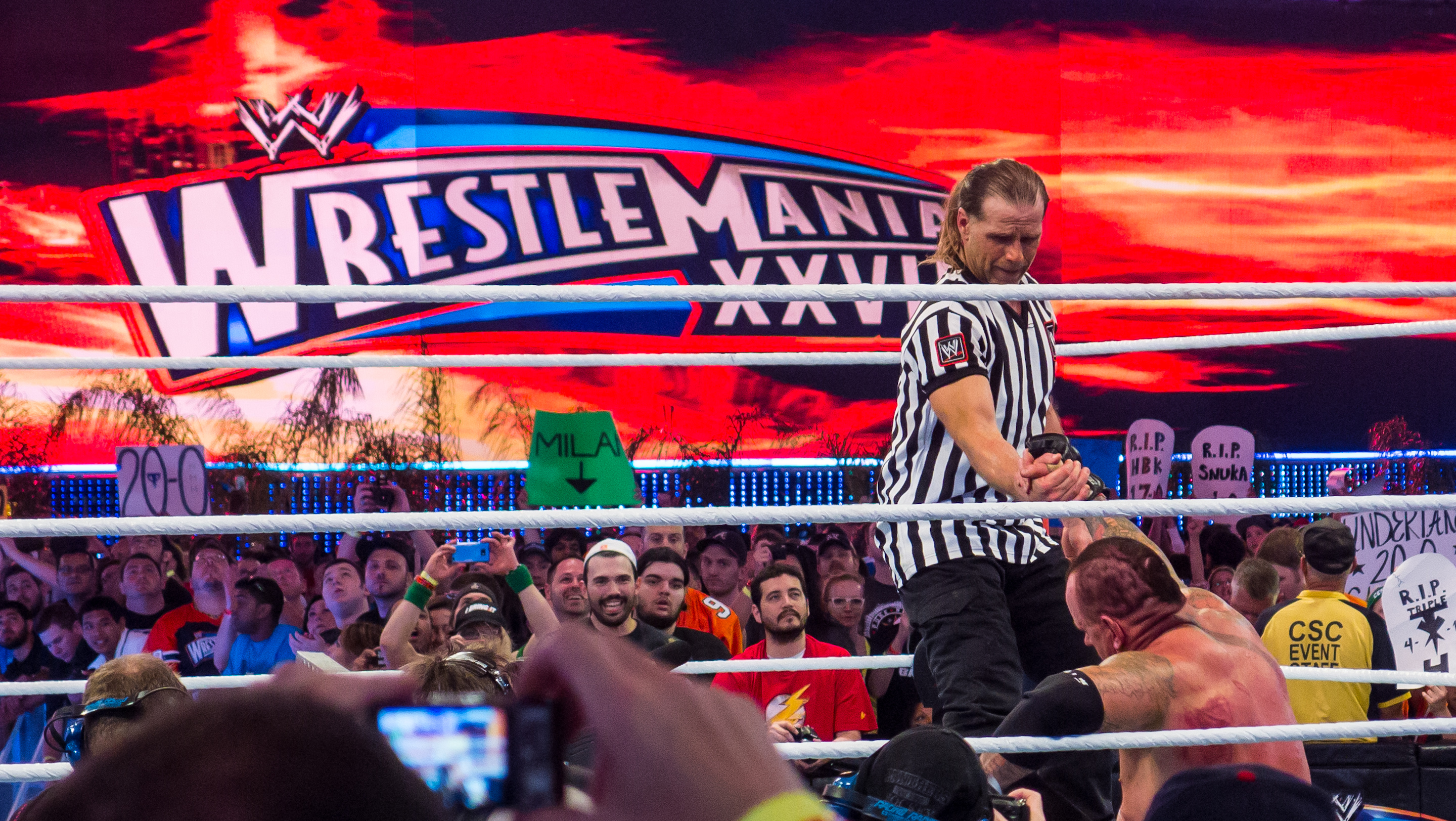
Shawn Michaels arbitrant le match opposant l'Undertaker et Triple H à WrestleMania XXVIII.

Le 13 février 2012, HBK fait face à son ami Triple H pour tenter de le convaincre d'accepter le match contre l'Undertaker à WrestleMania XXVIII, sans succès. Triple H finira par accepter quelques jours plus tard après une provocation de l'Undertaker, lui rappelant que HBK serait meilleur que lui. Le 5 mars, il déclare, après une discussion avec Triple H, qu'il sera l’arbitre officiel de son match à WrestleMania. Le 19 mars, les trois hommes sont réunis sur le ring. L'attitude de Shawn Michaels laisse planer le doute quant à son impartialité en tant qu'arbitre. Lors du combat, il sera pris dans le Hell's Gate de l'Undertaker, puis plus tard, portera le Sweet Chin Music sur l'Undertaker. À la fin du match, il portera assistance aux deux combattants afin de les aider à se relever. Des accolades suivront, ce respect mutuel sera salué par la foule.
Shawn Michaels reforme la DX le temps du 1000e épisode de Raw avec Triple H, Road Dogg, Billy Gunn et X-Pac et porte un Sweet Chin Music sur Damien Sandow. Lors de WrestleMania 29, il se prend un F-5 de Brock Lesnar qui le fait saigner du nez et a mis un Sweet Chin Music à Paul Heyman qui allait attaquer Triple H avec une chaise afin de casser le Kimura Lock qu'il portait sur Lesnar. Lors de SummerSlam, il fait partie du panel et donne son avis sur les matchs de la soirée comme celui de John Cena et de Daniel Bryan pour le championnat de la WWE, où il précise qu'il aimerait voir Bryan gagner, parce qu'il pense que l'ère de Cena touche à sa fin, et que Bryan mérite amplement le titre.
Le lendemain de Battleground, Brad Maddox demande à l'univers de la WWE de voter pour l'arbitre spécial du match entre Daniel Bryan et Randy Orton à Hell in a Cell. Shawn Michaels est choisi pour être l'arbitre du match. À Hell in a Cell, Shawn Michaels porte un Sweet Chin Music sur Bryan et permet donc à Orton de gagner le championnat de la WWE.
Il fait une apparition avec la D-Generation X à WrestleMania 31 en portant son Sweet Chin Music sur Sting alors que ce dernier affrontait Triple H. Par la suite le nWo attaquent DX, avant que Triple H ne finisse par battre Sting. Il fait une apparition surprise à WrestleMania 32 aux côtés de Stone Cold Steve Austin et Mick Foley en attaquant la League of Nations (en).
Il fait une apparition à SummerSlam sous les traits du Colonel Sanders.
Le 17 novembre lors d'un show de la NXT, il arbitre un match entre Adam Cole et Drew McIntyre, au cours de ce match, il reçut un superkick d'Adam Cole.
Shawn Micheals reforme la D-Generation X pour l'épisode spécial des 25 ans de Raw le 22 janvier 2018.

#### Rivalités avec les Brothers of Destruction, alliance avec Triple H et retraite (2018)
Le 3 septembre à Raw, Shawn Michaels apparaît pour soutenir Triple H pour son match à venir contre l'Undertaker mais ce dernier interrompt Michaels lui disant qu'il battra une fois encore Triple H et que si Michaels reste dans sa retraite, ce n'est pas par respect pour l'Undertaker mais par peur de ce dernier.
Le 6 octobre 2018 lors du Super Show-Down, Triple H bat The Undertaker après deux sweet chin music de Michaels et un pedigree de Triple H. Après le match et une célébration commune, Kane et The Undertaker les attaquent, Undertaker porte un chokeslam sur Michaels à travers une table et un tombstone piledriver sur Triple H.
Le 8 octobre à Raw, Triple H et Shawn Michaels officialisent le retour de la D-Generation X. Un match est également annoncé entre la D-X et les Brothers of Destruction pour l'évènement Crown Jewel. Lors de l'événement, ils les battent.

## Palmarès

### Championnats remportés
- American Wrestling Association

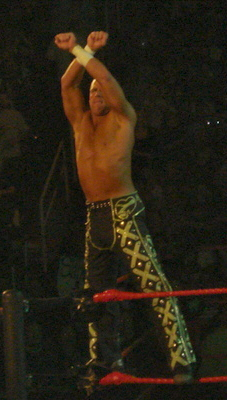
Michaels, faisant le "X" de DX.

  - 2 fois AWA World Tag Team Champion avec Marty Jannetty[197]
- Central States Wrestling
  - 1 fois NWA Central States Tag Team Champion avec Marty Jannetty[198]
- Continental Wrestling Association
  - 2 fois AWA Southern Tag Team Champion avec Marty Jannetty[199]
- Texas All-Star Wrestling
  - 2 fois TASW Texas Tag Team Champion avec Paul Diamond[200]
- Texas Wrestling Alliance
  - 1 fois TWA Heavyweight Champion[57]
- World Wrestling Federation/Entertainment
  - 3 fois WWF Champion[201],[202],[203]
  - 1 fois World Heavyweight Champion[204]
  - 3 fois WWE Intercontinental Champion[205],[206],[207]
  - 1 fois WWE European Champion[208]
  - 5 fois World Tag Team Champion avec Diesel (2)[209],[210], Stone Cold Steve Austin (1)[211], John Cena (1)[212] et Triple H (1)[213]
  - 1 fois WWE Tag Team Champion avec Triple H
  - Vainqueur du Royal Rumble 1995[22] et 1996[27]
  - Membre du WWE Hall Of Fame depuis 2011 (en solo) et avec la D-Generation X depuis 2019
  - 4e Triple Crown Champion de la WWF
  - 1re Grand Slam Champion de la WWF
  - Slammy Awards
    - Best Slammin' Jammin' Entrance (1996)[214]
    - Best Threads (1996)[214]
    - Squared Circle Shocker (1996)[214]
    - Master of Mat Mechanics (1996)[214]
    - US West Match of the Year (1996) vs. Razor Ramon lors d'un Ladder match à SummerSlam[214]
    - Leader of the New Generation (1996)[214]
    - Best Finisher (1997)[215]
    - US West Match of the Year (1997) vs. Bret Hart lors d'un Iron Man match à WrestleMania XII[215]
    - Match of the Year (2008) vs. Ric Flair à WrestleMania XXIV[216]
    - Match of the Year (2009) vs. The Undertaker (WrestleMania XXV)
    - Moment of the Year (2010) pour son départ
    - Double Cross of the Year (2013) pour avoir trahi Daniel Bryan à Hell in a Cell
    - Classé 1er des 50 plus grandes superstars de la WWE (d'après le DVD "Top 50 Superstars Of All Times")[217]

### Récompenses de magazines
- Wrestling Observer Newsletter
  - Meilleur Babyface en 1996[218]
  - Rivalité de l'année en 2004 contre Triple H et Chris Benoit et en 2008 contre Chris Jericho[219]
  - Match de l'année en 1994 contre Razor Ramon lors d'un Ladder match à WrestleMania X, en 2008 contre Chris Jericho lors d'un Ladder match à No Mercy[220], en 2009 et 2010 contre The Undertaker
  - Catcheur le plus charismatique en 1995, 1996[221]
  - Équipe de l'année en 1989 avec Marty Jannetty en tant que The Rockers[222]
  - Pire rivalité de l'année en 2006 avec Triple H contre Shane et Vince McMahon[223]
  - Membre du Wrestling Observer Hall of Fame depuis 2003[224]
- Pro Wrestling Illustrated
  - Match de l'année[18],[225] :
    - Match de l'année en 1993 contre Marty Jannetty à Raw
    - Match de l'année en 1994 contre Razor Ramon à WrestleMania X
    - Match de l'année en 1995 contre Diesel à WrestleMania XI
    - Match de l'année en 1996 contre Bret Hart à WrestleMania XII
    - Match de l'année en 2004 contre Triple H et Chris Benoit à WrestleMania XX
    - Match de l'année en 2005 contre Kurt Angle à WrestleMania 21
    - Match de l'année en 2006 contre Vince McMahon à WrestleMania 22
    - Match de l'année en 2007 contre John Cena à Raw
    - Match de l'année en 2008 contre Ric Flair à WrestleMania XXIV
    - Match de l'année en 2009 contre l'Undertaker à WrestleMania XXV
    - Match de l'année en 2010 contre l'Undertaker à WrestleMania XXVI

  - Rivalité de l'année en 2008 contre Chris Jericho
  - Catcheur le plus populaire de l'année en 1995 et 1996[226]
  - Catcheur le plus inspiré de l'année en 2010[227]

| Année | 1991 | 1992 | 1993 | 1994 | 1995 | 1996 | 1997 | 1998 | 1999-2002 | 2003 | 2004 | 2005 | 2006 | 2007 | 2008 | 2009 |
| Rang  | 37   | 16   | 3    | 5    | 2    | 1    | 18   | 49   | -         | 32   | 9    | 34   | 9    | 6    | 7    | 14   |

- Power Slam
  - Catcheur de l'année par la PS (PS Wrestlers of Year) (1995, 1996, 2005)
  - Gentil de l'année (Babyface of Year) (1995, 1996, 2004, 2005)
  - Match de l'année (Match Of the Year)
    - En 1993 face à Marty Jannetty
    - En 1994 et 1995 face à Razor Ramon
    - En 1996 face à Mankind
    - En 1997, 2009 et 2010 face à The Undertaker
    - En 2002 et 2004 face à Triple H et Chris Benoit (voir plus bas)
    - En 2004 face à Chris Benoit et Triple H (voir plus haut)
    - En 2005 face à Kurt Angle

| Année | 1994 | 1995 | 1996 | 1997 | 1998-2002 | 2003 | 2004 | 2005 | 2006 | 2007 | 2008 | 2009 | 2010 |
| Rang  | 1    | 3    | 1    | 3    | -         | 13   | 5    | 2    | 23   | 8    | 1    | 38   | 46   |

## Vie privée
Ses deux meilleurs amis sont Ric Flair et Triple H, qui est le parrain de son fils.[réf. nécessaire]
Il est marié à l'ancienne catcheuse de la WCW Nitro Girl (en), Rebecca Hickenbottom (née Curci), connue sous le nom de scène de Whisper. Ils se sont mariés le 31 mars 1999 à la Graceland Wedding Chapel à Las Vegas dans une cérémonie intime. Les seules personnes présentes étaient le couple et un « sosie » d'Elvis. Shawn Michaels a eu deux enfants, Cameron Kade (né le 5 janvier 2000) et Cheyenne Michelle (née le 19 août 2004).[réf. nécessaire]

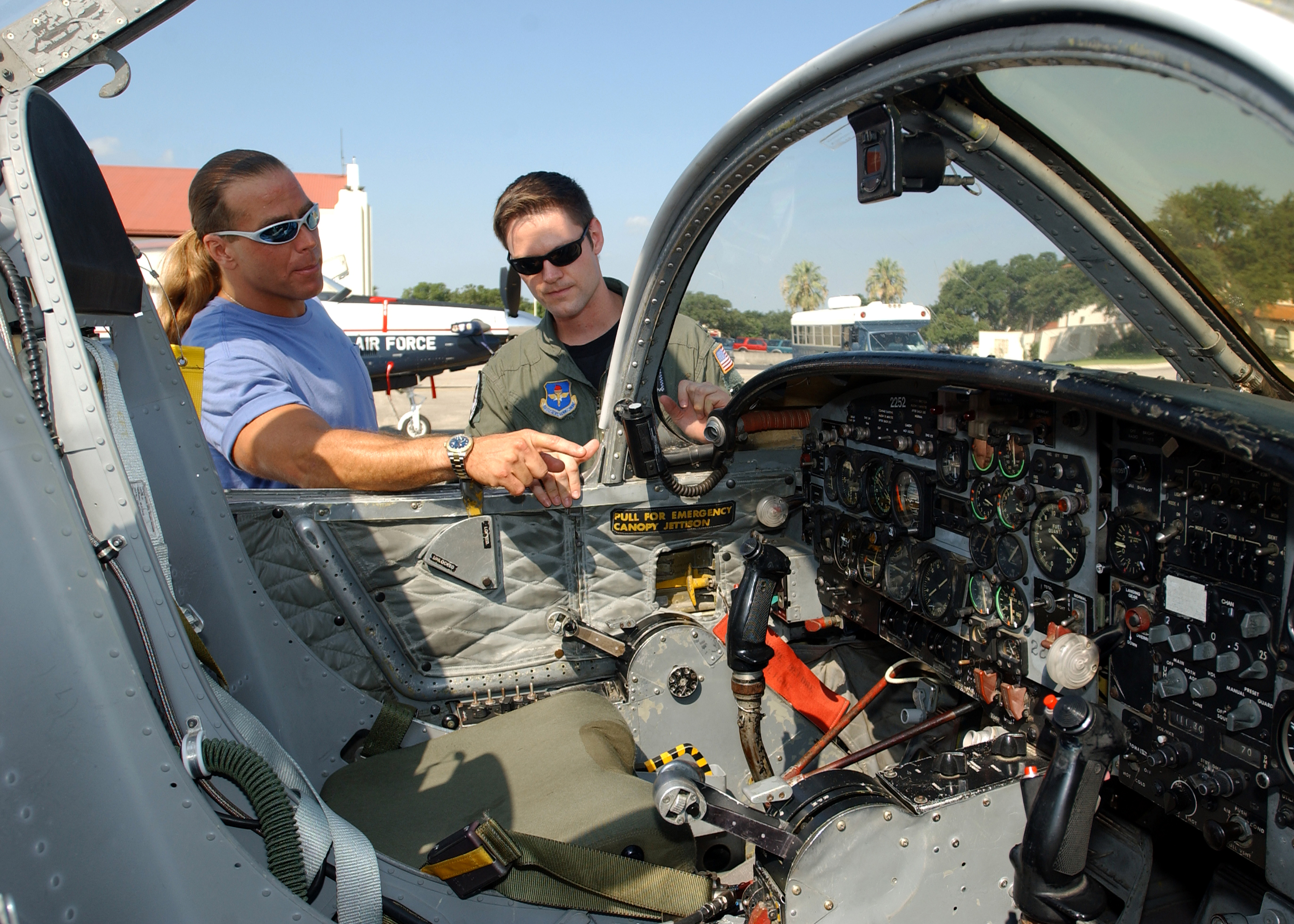
Shawn Michaels le 4 août 2004

Le premier mariage de Hickenbottom, avec Theresa Wood, ne dura pas et finit par un divorce à l'amiable.
Hickenbottom a de nombreux tatouages. Il a un tatouage représentant un cœur transpercé d'une épée, lui-même étant enserré par un serpent formant un S. Un autre se trouve sur un annulaire gauche, un R pour sa femme Rebecca. Sur son poignet gauche, se trouve un bracelet tatoué au nom de Cameron, son fils et un deuxième au nom de sa fille Cheyenne. Le portrait de sa femme est tatoué sur sa jambe gauche, l'autre jambe portant l'image du Texas. Enfin, il a un petit cœur brisé marqué des lettres "HBK", tatoué sur la hanche droite.[réf. nécessaire]
En 1996, Hickenbottom a posé pour une série de photographies non nues pour le magazine Playgirl. Il ne sut qu'après avoir posé que Playgirl a un lectorat principalement homosexuel, qui a fait beaucoup rire ses collègues. Il est ambidextre, ce qui lui causa des problèmes comme joueur de football, ayant un trouble de confusion droite-gauche. Il utilise sa main droite pour dessiner et sa main gauche pour écrire.
Hickenbottom est un fan des San Antonio Spurs. Il a été vu portant des maillots des Spurs et a assisté à des matchs de l'équipe. John "Bradshaw" Layfield a raconté une anecdote sur Hickenbottom détenant un passe saisonnier durant le Royal Rumble de 2007.[réf. nécessaire]
Hickenbottom est un chrétien born again. Il a été élevé comme catholique romain, mais devint chrétien sans dénomination religieuse grâce à sa femme Rebecca. Il a été vu dans la congrégation au cours d'un service télévisé de John Hagee de l'Église Cornerstone dans sa ville natale de San Antonio, où il est aussi un enseignant de la Bible. Il est aussi apparu dans un programme de la Trinity Broadcasting Network (TBN) avec l'ancien catcheur Sting et a assisté à l'enterrement de Sherri Martel et d'Eddie Guerrero.[réf. nécessaire]
Shawn Michaels a aussi déclaré dans une interview qu'il avait arrêté sa carrière à cause de la maladie de son fils Cameron (son fils est diabétique).[réf. nécessaire]

## Filmographie
- 1996 : Alerte à Malibu : Vinnie
- 1999 : Pacific Blue : Micheal Shane
- 2006 : South Beach : épisode 1 Saison 2
- 2008 : Le Roi Scorpion 2 : Guerrier de légende : Noah (voix)
- 2018 : The Marine 6 : Close Quarters : Luke Trapper

## Annexe